# El Rayo de Luz
El Rayo de Luz (deutsch Der Lichtstrahl) ist ein Jazzalbum von Marta Sánchez. Die am 12. und 13. Juni 2019 im Brooklyn Recording Studio, New York City, entstandenen Aufnahmen erschienen am 22. November 2019 auf Fresh Sound New Talent.

## Hintergrund
Als die Pianistin Marta Sánchez 2011 nach New York zog, war sie bereits als eine der vielversprechendsten Musikerinnen Spaniens bekannt, notierte Giovanni Russonello. Seitdem habe sie mehrere Alben mit eigenen Kompositionen eingespielt, insbesondere mit ihrem Quintett, dessen Musik auf wandernden, polyphonen Melodien aufbaue, die in der spanischen Folklore-Tradition verwurzelt seien. Sánchez nahm das Album mit Chris Cheek (Tenorsaxophon), Román Filiú (Sopransaxophon), Rick Rosato (Bass) und Daniel Dor (Schlagzeug) auf.

## Titelliste
- Marta Sánchez: El Rayo de Luz (Fresh Sound New Talent FSNT 587)[2]

1. Cascadas 5:56
2. Parmesano 5:31
3. Nenufar 6:53
4. El Cambio 6:46
5. El Rayo de Luz 6:04
6. I Will Miss You 5:58
7. Dead Flowers 5:16
8. Unchanged 4:45

Die Kompositionen stammen von Marta Sánchez.

## Rezeption
Die Komposition sei für den [zeitgenössischen] Jazz wichtiger denn je, schrieb Ethan Iverson in den Liner Notes des Albums. „Die Besten und Klügsten arbeiten an ihren detaillierten Partituren und versuchen, der Explosion großartiger amerikanischer Musik aus dem letzten Jahrhundert einen neuen Sinn zu geben.“ Es sei für jeden [musikalisch] Praktizierenden hilfreich, auf seine eigene Folklore zurückzugreifen. Marta Sanchez stammt aus Madrid, und ihr Modern Jazz würde etwas unaussprechlich Spanisches widerspiegeln: Nicht aufdringlich, sondern nur als sichtbarer Teil des Gesamtdesigns.
Nach Ansicht von Giovanni Russonello, der das Album im Down Beat mit vier Sternen auszeichnete, sind ihre Kompositionen lyrisch, mitreißend und nie übermäßig manieriert. Sie würden daran erinnern, dass eine großartige Kammerjazz-Komponistin altbekannten Einflüssen (Guillermo Klein, Carla Bley, Andrés Segovia, Claude Debussy) Vitalität verleihen kann, wenn sie sie in ihrer eigenen Geschichte verwurzelt. Die Folk-Qualität in Sánchez’ Musik komme auf zweierlei Weise zum Ausdruck: über ihre wohlgeformten Melodien und durch die Illusion kollektiver Erfindungen im Sound ihres Quintetts. Seit ihrer ersten Quintett-Aufnahme Partenika (2015) sei das Hauptmerkmal dieses Ensembles seine Fähigkeit, mehrere Linien – gespielt auf Alt- und Tenorsaxophon und Klavier – zu einem plätschernden Strom zu verschmelzen. Es sei nicht ganz korrekt, diese Musik als singbar zu bezeichnen, aber es fühle sich fast so an.

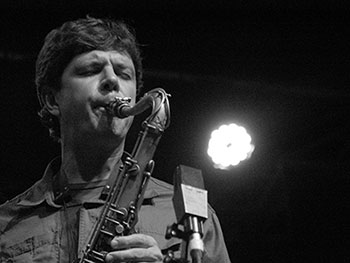
Chris Cheek (2014)

Dies ist in hohem Maße ein kollaboratives Unterfangen, schrieb Bruce Crowther (Jazz Journal), und obwohl Sánchez eine sehr gute Pianistin sei, hätte sie diese Musik darauf ausgelegt, die Talente aller Instrumentalisten zu demonstrieren. Ihre Kompositionen würden insbesondere die beiden Saxophonisten hervorheben, die beide gute Solisten seien. Bedeutsam sei, dass weder die Kompositionen noch das gekonnte Spiel einfach auf Effekt angewendet werde, obwohl sowohl Chris Cheek als auch Román Filiú virtuose Spieler seien. Anforderungen würden auch an die Rhythmusgruppe gestellt, aber Sánchez, Rosato und Dor brächten alle die Komplexität mit Flair unter. Oft impressionistisch, würden einige der Ensemblepassagen suggerieren, dass die gehörte Musik eher eine kollektive Improvisation als eine komponierte ist.
El Rayo de Luz wurde von The New York Times in die Liste der 10 besten Jazzalben des Jahres 2019 aufgenommen; die sehr melodiebetonte Musik dieser internationalen Band bleibe, obgleich von Überschneidungen und rhythmischen Reibungen geprägt, flüssig und akrobatisch. Die Zeitung hob Marta Sanchez als eines der überzeugendsten Beispiele in einem Jahr hervor, das großen Projekten gewidmet war, die von Frauen geleitet wurden.